# Suaeda aegyptiaca
Suaeda aegyptiaca är en amarantväxtart som först beskrevs av Fredric Hasselquist, och fick sitt nu gällande namn av Michael Zohary. Suaeda aegyptiaca ingår i släktet saltörter, och familjen amarantväxter. Inga underarter finns listade i Catalogue of Life.

## Bildgalleri

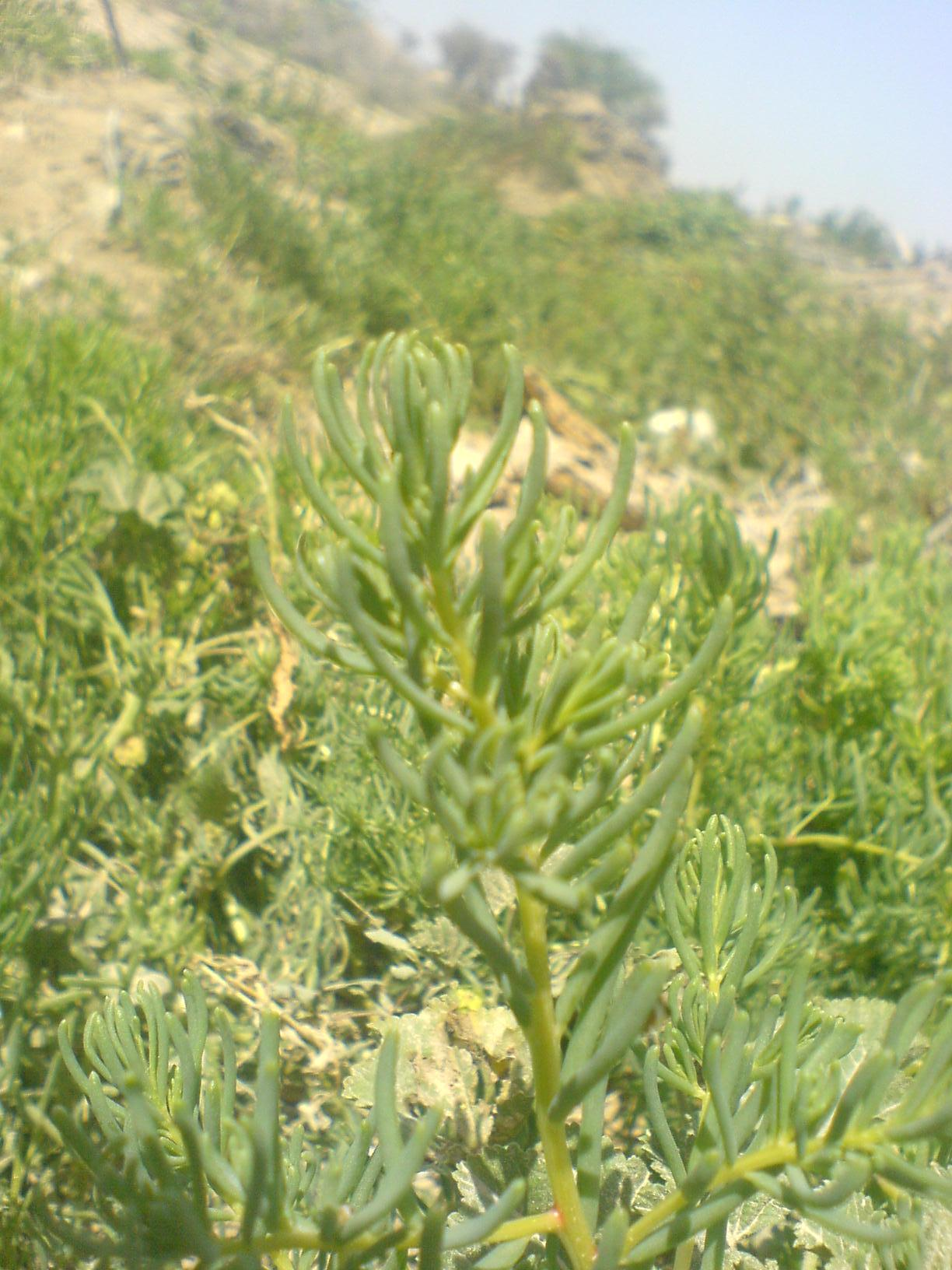
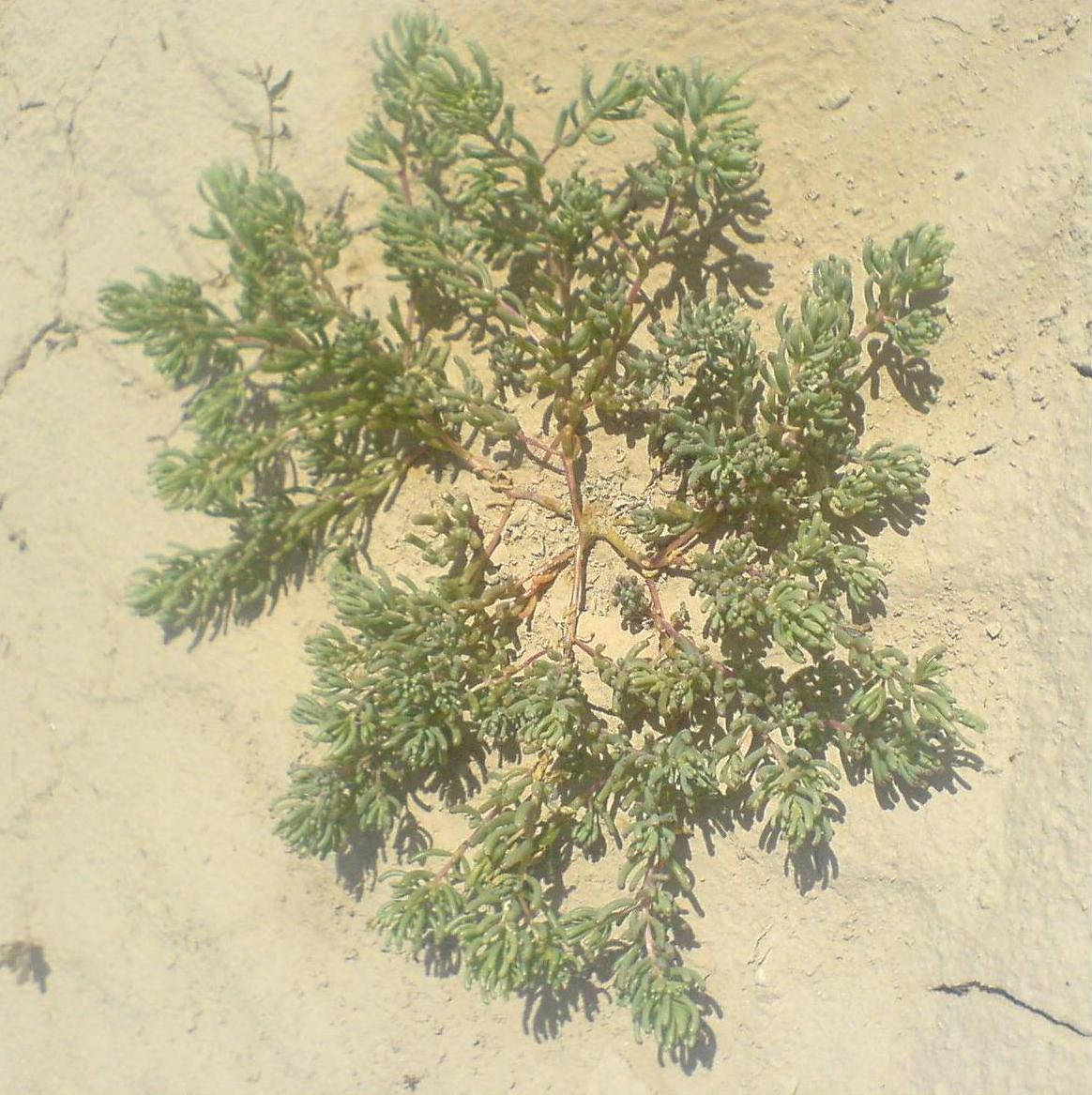